# サハラに舞う羽根
『サハラに舞う羽根』（サハラにまうはね、原題：The Four Feathers）は、2002年のアメリカ、イギリス合作の映画。英国文学の古典的名作とされるA・E・W・メイソンの小説『四枚の羽根』の6回目の映画化。監督は『エリザベス』のシェカール・カプール。

## あらすじ
19世紀末、大英帝国は女王陛下の名の下、世界の4分の1を支配下に治め、なお領土拡大を続けていた。将軍を父に持つ青年ハリーは、ジャックら親友たちからも熱い信頼を受ける若きエリート士官。美しき婚約者エスネも得て順風満帆な人生を送っていた。そんなある日、彼はスーダンへの反乱軍鎮圧の任務を命じられる。しかし、英国帝国主義による領地拡大のためにアフリカへ戦いに行くことに疑問を感じ、ハリーは除隊の道を選ぶ。そんな彼のもとには、親友や連隊仲間から臆病者を意味する“白い羽根”が送られてくる。そして、エスネもまた、ハリーの行動に失望し彼のもとを去っていった。彼が戦場の友人たちが壊滅寸前だと知ったとき、名誉のためだけでなく、愛するものたちを救うために、再び戦場へと挑んでいくのであった……。

## 登場人物
ハリー・フェバーシャム
演 - ヒース・レジャー
イギリス軍の士官。
ジャック・デュランス
演 - ウェス・ベントレー
ハリーの親友。
エスネ・ユースチス
演 - ケイト・ハドソン
ハリーの婚約者。しかし、後にジャックと婚約する。
アブー・ファトマ
演 - ジャイモン・フンスー
傭兵。
ウィリアム・トレンチ
演 - マイケル・シーン
ハリーの親友。
トム・ウィロビー
演 - ルパート・ペンリー＝ジョーンズ
ハリーの親友。
フェバーシャム
演 - ティム・ピゴット・スミス
将軍。
ハミルトン
演 - アレックス・ジェニングス
大佐。
サッチ
演 - ジェームズ・コスモ
大佐。
グスタフ
演 - ダニエル・カルタジローン
大佐。

## キャスト
| 役名                   | 俳優                           | 日本語吹替 | 日本語吹替   |
| 役名                   | 俳優                           | ソフト版   | テレビ東京版 |
| ---------------------- | ------------------------------ | ---------- | ------------ |
| ハリー・フェバーシャム | ヒース・レジャー               | 森川智之   | 三木眞一郎   |
| ジャック・デュランス   | ウェス・ベントレー             | 草尾毅     | 宮本充       |
| エスネ・ユースチス     | ケイト・ハドソン               | 坂本真綾   | 岡寛恵       |
| アブー・ファトマ       | ジャイモン・フンスー           | 麦人       | 銀河万丈     |
| ウィリアム・トレンチ   | マイケル・シーン               | 桐本琢也   | 落合弘治     |
| トム・ウィロビー       | ルパート・ペンリー＝ジョーンズ | 加瀬康之   | 川島得愛     |
| ヴィカー・キャスルトン | クリス・マーシャル             | 乃村健次   | 小森創介     |
| フェバーシャム将軍     | ティム・ピゴット・スミス       | 小島敏彦   | 津嘉山正種   |
| ハミルトン大佐         | アレックス・ジェニングス       | 野島昭生   | 菅生隆之     |
| サッチ大佐             | ジェームズ・コスモ             | 藤本譲     | 渡部猛       |
| グスタフ               | ダニエル・カルタジローン       | 中田和宏   |              |
| 連隊関係の神父         | ヒュー・ロス                   | 伊井篤史   |              |
| ナレーション           | ナレーション                   | 野島昭生   | 渡部猛       |

- テレビ東京版：初回放送2006年6月22日『木曜洋画劇場』21:00-22:54

## スタッフ
- 監督：シェカール・カプール
- 原作：A・E・W・メイソン（英語版）
- 脚本：マイケル・シファー（英語版）、ホセイン・アミニ
- 撮影：ロバート・リチャードソン
- 音楽：ジェームズ・ホーナー
- 編集：スティーヴン・ローゼンブラム